# Rifugio Scoiattoli
Das Rifugio Scoiattoli ist eine privat geführte Schutzhütte in der Nuvolaugruppe in der Provinz Belluno. Die in der Regel von Mitte Juni bis Ende September sowie von Mitte November bis Ende April geöffnete Hütte verfügt über 42 Schlafplätze.

## Lage und Geschichte
Die 1969 errichtete und 1970 in den Ampezzaner Dolomiten eröffnete Schutzhütte liegt am Monte de Potór auf 2255 m s.l.m., wenige Meter von der Bergstation des Sesselliftes 5 Torri entfernt. Südwestlich befinden sich der Torre Grande (2361 m) und nördlich der Monte Nuvolau (2574 m). An der Hütte führt der Dolomiten-Höhenweg 1 vorbei. Sie ist nach der gleichnamigen 1939 in Cortina d’Ampezzo gegründeten Klettergilde benannt und wurde 2000 renoviert.

## Zustiege
- Vom Rifugio Ristorante Bài de Dònes, 1889 m ⊙ auf unmarkiertem Weg in 1 ¼ Stunde oder mit Sessellift
- Von Pian dei Menìs, 1970 m ⊙ auf Weg 440 in 1 ¼ Stunden

## Nachbarhütten und Übergänge
- Zum Rifugio Cinque Torri, 2255 m ⊙ auf Weg 439 in 20 Minuten
- Zum Rifugio Averau, 2413 m ⊙ auf Weg 439 in 35 Minuten
- Zum Rifugio Nuvolau, 2574 m ⊙ auf Weg 439 in 1 Stunde